# OK (Robin Schulz)
OK è un singolo del DJ tedesco Robin Schulz, pubblicato il 19 maggio 2017 come secondo estratto dal terzo album in studio Uncovered.

## Descrizione
Il singolo ha visto la partecipazione alla parte vocale del cantautore britannico James Blunt. La canzone inizialmente era stata concepita come parte del quinto album in studio di Blunt The Afterlove, ma alla pubblicazione fu tagliata.
Il singolo ha ottenuto successo a livello mondiale.

## Video musicale
Il video musicale del brano, diretto da Liza Minou Morberg, è stato reso disponibile sul canale YouTube di Schulz il 19 maggio 2017. Il video è un omaggio al film del 2004 di Michel Gondry Se mi lasci ti cancello (Eternal Sunshine of the Spotless Mind).

## Tracce
Download digitale
1. OK (feat. James Blunt) – 3:09

CD maxi singolo
1. OK (feat. James Blunt) – 3:09
2. OK (feat. James Blunt) (extended version) – 4:52
3. OK (feat. James Blunt) (Heyder remix) – 4:39
4. OK (feat. James Blunt) (Ofenbach remix) – 3:04
5. OK (feat. James Blunt) (Stadiumx remix) – 4:38
6. OK (feat. James Blunt) (Black Saint remix) – 5:45
7. OK (feat. James Blunt) (Sylvain Armand remix) – 3:00
8. OK (feat. James Blunt) (Blunty's Johnny Vix mix) – 3:16

## Classifiche

### Classifiche settimanali
| Classifica (2017)               | Posizione massima |
| ------------------------------- | ----------------- |
| Austria                         | 2                 |
| Belgio (Fiandre)                | 16                |
| Belgio (Vallonia)               | 17                |
| Finlandia                       | 7                 |
| Francia                         | 21                |
| Germania                        | 2                 |
| Irlanda                         | 96                |
| Italia                          | 24                |
| Lussemburgo                     | 2                 |
| Norvegia                        | 11                |
| Paesi Bassi                     | 35                |
| Polonia                         | 1                 |
| Portogallo                      | 71                |
| Russia                          | 11                |
| Spagna                          | 32                |
| Stati Uniti (dance)             | 1                 |
| Stati Uniti (dance/elettronica) | 25                |
| Svezia                          | 10                |
| Svizzera                        | 2                 |
| Ucraina                         | 1                 |
| Ungheria                        | 3                 |

### Classifiche di fine anno
| Classifica (2017) | Posizione |
| ----------------- | --------- |
| Austria           | 7         |
| Belgio (Fiandre)  | 59        |
| Belgio (Vallonia) | 57        |
| Francia           | 113       |
| Germania          | 7         |
| Italia            | 46        |
| Polonia           | 15        |
| Russia            | 31        |
| Spagna            | 5         |
| Svezia            | 37        |
| Svizzera          | 10        |
| Ucraina           | 36        |
| Ungheria          | 7         |
| Classifica (2018) | Posizione |
| Russia            | 189       |
| Ucraina           | 19        |